# Bert Cooper
Bert Cooper (* 10. Januar 1966 in Sharon Hill, Pennsylvania als Bertram Blair Cooper; † 10. Mai 2019 in Philadelphia, Pennsylvania) war ein US-amerikanischer Boxer.

## Profikarriere
1984 wurde Cooper Profi im Cruisergewicht. Er nannte sich nach seinem Mentor Joe Frazier Smokin’, hatte aber im Gegensatz zum Konditionswunder Frazier aufgrund mangelnden Trainingsfleißes keine große Ausdauer, so dass der Kampfname wegen Coopers anhaltender Drogenprobleme bei vielen Journalisten eher andere Assoziationen weckte.
Nach zehn Siegen, neun davon vorzeitig, ging er 1986 gegen Reggie Gross k. o. Im gleichen Jahr traf er auf den unbesiegten Olympiasieger Henry Tillman, schlug ihn zweimal zu Boden und gewann nach Punkten. Cooper hatte eine berühmte rechte Schlaghand, mit der er auch den Silbermedaillengewinner von Los Angeles, den ebenfalls ungeschlagenen Kanadier Willie DeWitt, durch Technischen K. o. in der zweiten Runde bezwang. Es war die einzige Profiniederlage DeWitts in 22 Kämpfen.
1987 versuchte er sich erstmals kurzzeitig im Schwergewicht und boxte gegen Carl Williams, verlor allerdings erneut vorzeitig. Seine Drogenprobleme wurden immer stärker und er trennte sich von Frazier als Manager.
In den Jahren 1988 und 1989 verlor er noch zwei Mal im Cruisergewicht und blieb dann endgültig im Schwergewicht. Gegen George Foreman gab er im Juni 1989 nach der zweiten Runde auf. Da Cooper im Dopingtest positiv getestet wurde, verhängte die Kommission eine höhere Strafe als seine Börse. Orlin Norris konnte er 1990 vorzeitig besiegen, als dieser sich das Knie verdrehte. Noch im selben Jahr unterlag er aber Ray Mercer nach Punkten sowie Riddick Bowe durch K. o. in der zweiten Runde.
1991 besiegte Cooper den Rechtsausleger Joe Hipp, damals 21-1, durch Abbruch aufgrund eines zugeschwollenen Auges, war aber weit von der Weltklasse entfernt. Da der zu dieser Zeit geplante Kampf Evander Holyfields gegen Mike Tyson wegen dessen Verletzung ausfiel und Holyfield daraufhin einen kleineren, schlagstarken Gegner boxen wollte, der Tyson stilistisch ähnlich sein sollte, bekam Cooper eine eher unverdiente Titelchance: Am 23. November 1991 boxte er um die vereinigten Titel von WBA und IBF. Doch Cooper überraschte und war nicht so chancenlos wie allgemein erwartet. Zwar wurde er von Holyfield in der ersten Runde zu Boden geschlagen, schaffte es aber den für seine Nehmerfähigkeiten berühmten Weltmeister erstmals in dessen Karriere niederzuschlagen, verlor dann in Runde sieben allerdings durch Technischen K. o.
Noch berühmter wurde ein zweiter Kampf am 15. Mai 1992 gegen Michael Moorer um den vakanten WBO-Titel; beide Boxer waren in einem wilden Schlagabtausch je zwei Mal am Boden, bevor Moorer in der fünften Runde der vorzeitige Sieg gelang.
1997 siegte Cooper im Kampf gegen Richie Melito durch K. o. in der 1. Runde. Es ging dabei nominal um den vakanten WBF-Weltmeistertitel.
Anschließend trat Cooper nie wieder in einem großen Kampf an und diente meist als Aufbaugegner für aufstrebende Talente. Er unterlag in den folgenden Jahren unter anderem gegen den 41-jährigen Mike Weaver sowie gegen Corrie Sanders, Larry Donald, Chris Byrd, Derrick Jefferson, Fres Oquendo und Joe Mesi. 2002 beendete er seine Karriere.
Cooper starb am 10. Mai 2019 im Alter von 53 Jahren in seinem Zuhause in Philadelphia an den Folgen einer Bauchspeicheldrüsenkrebserkrankung.